# Грипич Володимир Григорович
Володимир Григорович Грипич — український театральний режисер.

## Життєпис
Народився Володимир Грипич в місті Харкові (Свідоцство про народження). Де-факто — в селищі Опішня Полтавської області. Через місяць батьки переїхали до Харкова, де і були оформлені документи новонародженного. Дитинство проходило в історичному районі Харкова — Верещаківці. За роки навчання (Харківська середня школа № 114), брав активну участь у шкільному театрі а згодом у драм. гуртку при міському Палаці піонерів та в юнацькій драматичній студії при Палаці культури «Металіст».
Закінчив Харківський театральний інститут (1949, майстерню М. Крушельницького, О. Сердюка). Протягом п'ятдесяти шести плідних творчих років талановитий майстер режисури створив цілий ряд прекрасних постановок на театральних сценах України.
У різні роки, на посаді головного режисера, здійснював творче керівництво Волинським, Тернопільським (1957—1962), Одеським, Львівським, Рівненським, Донецьким, Чернівецьким, Запорізьким (1962—1983) музично-драматичними театрами. В останні роки (1984—2005) — художній керівник і головний режисер Чернігівського музично-драматичного театру ім. Т. Шевченка.
Помер 6 вересня 2005 року в Чернігові.
Член Спілки театральних діячів України (1950), член партії Народний Рух України (1990).

## Нагороди та звання
- Народний артист Української РСР (1973)
- Народний артист СРСР (1979)
- Лауреат премії імені І.П.Котляревського (1998)
- Відзнака Президента України,орден «За заслуги». III ступеня (1999)
- Почесна відзнака "За багаторічну плідну працю в галузі культури" (2001)
- Лауреат Чернігівської обласної премії імені Михайла Коцюбинського (2003)
- Лауреат премії імені О. Д. Попова.
- Лауреат премії Спілки театральних діячів України «Наш родовід»

## Театральні постановки

### Волинський академічний музично-драматичний театр ім.Т.Г. Шевченка

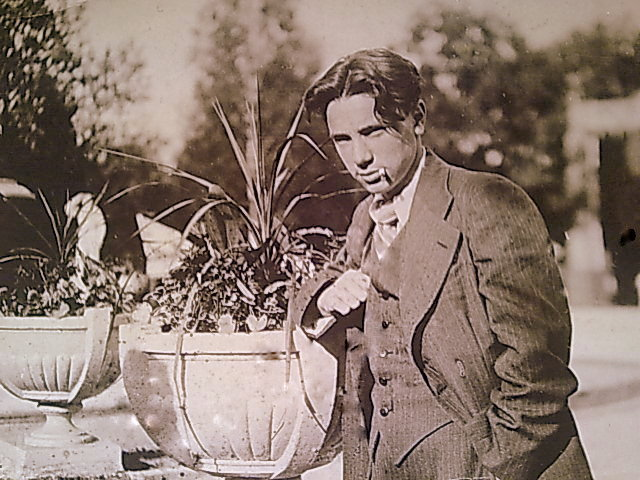
Харків.1941 рік

Харків.1945 рік

- 1949 — «Овід» Е. Войнич. Художник Ю. Миц, музика М. Покровського.
- 1949 — «Пошились у дурні» М. Кропивницького. Художник Ю. Миц, музика М. Васильєва, балетмейстер І. Маркіна.
- 1950 — «Особняк у провулку» братів Тур[ru]. Художник Ю. Миц, музика М. Покровського.
- 1950 — «Життя починається знову» В. Собка. Художник Ю. Миц.
- 1950 — «Червоний галстук» С. Михалкова. Художник Ю. Миц.
- 1950 — «Втрачений дім» С. Михалкова. Художник Ю. Миц.
- 1951 — «Аршин мал алан» У. Гаджибекова. Художник Ю. Миц, балетмейстер Л. Литвак.
- 1951 — «Людина повинна жити» Л. Компанієць. Художник Ю. Миц.
- 1951 — «Платон Кречет» О. Корнійчука. Художник Ю. Миц.
- 1952 — «Під золотим орлом» Я. Ґалана. Художник П. Сензюк, музика М. Покровського.
- 1952 — «Сім’я» І. Попова[ru]. Художник Ю. Миц.
- 1952 — «Лісова пісня» Лесі Українки (інсценізація В. Грипича). Художник Ю. Миц. Композитор А. Штогаренко, балетмейстер Л. Литвак.
- 1952 — «Син рибалки» В. Лациса. Художник Ю. Миц. Композитор М. Покровський.
- 1952 — «Втеча» Д. Щеглова[ru]. Художник Ю. Миц.
- 1952 — «Не називаючи прізвищ» В. Минка. Художник Ю. Миц.
- 1952 — «Вантаж» Я. Ґалана. Художник М. Дубков.
- 1954 — «Порт-Артур» О. Степанова, І. Попова. Художник Ю. Миц. Композитор М. Покровський, балетмейстер І. Маркіна.
- 1954 — «Дочка прокурора» Ю. Яновського. Художник Ю. Миц.
- 1954 — «Не судилось» М. Старицького. Художник Ю. Миц. Композитор М. Покровський, балетмейстер І. Маркіна.
- 1954 — «Брестська фортеця» К. Губаревича[be-tarask]. Художник Ю. Миц. Композитор М. Покровський.
- 1955 — «Весілля Фігаро» П. О. Бомарше. Художник Ю. Миц. Композитор Р. Глієр, балетмейстер І. Маркіна.
- 1955 — «Таня» О. Арбузова. Художник Ю. Миц.
- 1955 — «Марія Тюдор» В. Гюґо. Художник Ю. Миц. Композитор М. Покровський.
- 1955 — «Персональна справа» О. Штейна[ru]. Художник Ю. Миц.
- 1955 — «Останній сигнал» І. Гайдаєнка. Художник Ю. Миц. Композитор М. Покровський, балетмейстер І. Маркіна.
- 1956 — «Лірична підмосковна» В. Васильєва, І. Романовича. Художник Ю. Миц. Композитор М. Покровський, балетмейстер В. Гриценко.
- 1956 — «Повія» Панаса Мирного (інсценування П. Перепелиці). Художник Ю. Миц. Композитор М. Покровський, балетмейстер І. Маркіна.
- 1956 — «Кремлівські куранти» М. Погодіна. Художник Ю. Миц.
- 1956 — «Циганка Аза» М. Старицького (інсценізація В. Грипича). Художник Ю. Миц. Композитори М. Васильєва, С. Бугачевський, балетмейстер І. Маркіна.
- 1957 — «Транзитні пасажири» М. Синьова, І. Золотаревського. Художник Ю. Миц. Композитор М. Покровський, балетмейстер І. Маркіна.
- 1957 — «Родина щіткарів» М. Ірчана. Художник Ю. Миц. Композитор М. Покровський.
- 1957 — «Зорі на зустріч» Н. Білецького, В. Симаковича. Художник Ю. Миц. Композитор М. Покровський.
- 1957 — «Ніч і полум’я» М. Зарудного. Художник Ю. Миц. Композитор М. Покровський, балетмейстер І. Маркіна.

### Тернопільський академічний музично-драматичний театр ім.Т.Г. Шевченка
- 1958 — «Наливайко» Івана Ле (інсценізація В. Грипича, В. Серпкова). Художник С. Данилишин. Композитор Б. Антків, балетмейстер М. Безкровний.
- 1958 — «Тиха українська ніч» Є. Купченко. Художник С. Данилишин. Композитор Л. Леванковський, балетмейстер В. Грищенко.
- 1958 — «Блудний син» Е. Ранет. Художник М. Панчук.
- 1959 — «Брати Єршови» В. Кочетова (інсценізація С. Бенкендорфа). Художники С. Данилишин, М. Панчук. Композитор Л. Леванковський.
- 1959 — «Родина щіткарів» М. Ірчана. Режисери В. Грипич та Г. Авраменко. Художник С. Данилишин, музика М. Покровського.
- 1959 — «Повія» Панаса Мирного (інсценування П. Перепелиці). Художник С. Данилишин. Композитори М. Покровський, Л. Леванковский, балетмейстер І. Маркіна.
- 1959 — «Над голубим Дунаєм» І. Рачади. Художник М. Панчук. Композитор М. Полонський, балетмейстер І. Маркіна.

- 1959 — «І один у полі воїн» Ю. Дольд-Михайлика та Г. Ткаченко. Художник С. Данилишин.
- 1960 — «Не судилось» М. Старицького. Художник С. Данилишин. Композитор Ю. Котеленець, балетмейстер В. Грищенко.
- 1960 — «Шуміли верби над Дністром» А. Корнієнка та К. Житника. Художник С. Данилишин. Композитори Ю. Котеленець, Б. Олексієнко, балетмейстер І. Маркіна.
- 1960 — "Мачуха>> О. Бальзака (інсценізація В. Грипича). Художник С. Данилишин.
- 1961 — «Розлука» Б. Анткова та І. Цюпи. Художник С. Данилишин. Музичне оформлення Б. Анткова, балетмейстер Д. Харченко.
- 1961 — «Вій» М. Кропивницького за М. Гоголем (інсценізація В. Грипича). Художники С. Данилишин, М. Стецюра. Композитори М. Кропивницький, Ю. Котеленець, балетмейстер Д. Харченко.
- 1961 — «Циганка Аза» М. Старицького (інсценізація В. Грипича). Художники С. Данилишин, М. Стецюра. Композитори С. Бугачевский, В. Васильєв, балетмейстер І. Маркіна.
- 1961 — «Сильні духом» Д. Медведєва, П. Гребньова. Художники С. Данилишин, М. Стецюра. Музичне оформлення Ю. Котеленця.
- 1961 — «Рідна мати моя ..» Ю. Мокрієва. Художник С. Данилишин. Музичне оформлення Ю. Котеленця, Б. Олексієнка.
- 1962 — «Таня» А. Арбузова. Художник М. Стецюра.

### Одеський академічний музично-драматичний театр ім. Жовтневої Революції
- 1962 — «Не судилось» М. Старицького. Художник М. Маткович. Композитор Ю. Котеленець. Балетмейстер Л. Литвак.
- 1963 — «Над голубим Дунаєм» І. Рачади. Художник М. Маткович. Композитор М. Полонський, балетмейстер Л. Литвак.
- 1963 — «Бути чи не бути?» О. Левади. Художник М. Маткович. Композитор Р. Свірський, балетмейстер В. Вишняков.

### Львівський академічний музично-драматичний театр ім. М.К.Заньковецької
- 1963 — «Гайдамаки» Т. Шевченка (інсценізація В. Грипича). Художник М. Кипріян. Композитор А. Радченко, балетмейстер А. Корковидов.
- 1964 — «Гроза над Гавайями» О. Левади. Художник В. Борисовець. Композитор Р. Свірський, балетмейстер А. Корковидов.

### Рівненський академічний музично-драматичний театр імені М. Островського
- 1965 — «Повія» Панаса Мирного (інсценування П. Перепелиці). Художник П. Федоренко. Композитор М. Покровський, балетмейстер І. Маркіна.
- 1965 — «Це було у Рівному». А. Гребньова, А. Лукіна, М. Струтинського. Художник П. Федоренко. Музика Д. Шостаковича.
- 1965 — «Циганка Аза» М. Старицького (інсценізація В. Грипича). Художник П. Федоренко. Музика М. Васильєва, С. Бугачевського, Ю. Котеленця. Балетмейстер М. Безкровний.
- 1965 — «Перебіжчик» брати Тур. Художник М. Стефурак.
- 1965 — «Панське болото» М. Старицького. Художник М. Стефурак. Музика Ю. Котеленця, балетмейстер А. Посохін.
- 1966 — «Таня» А. Арбузова. Художник М. Стефурак. Музика з творів П. Чайковського.
- 1966 — «Коли мертві оживають» І. Рачади. Художник М. Стефурак. Музика з творів Д. Шостаковича.
- 1971 — «Наливайко» Івана Ле (інсценізація В. Грипича, В. Серпкова). Художник М. Стефурак.

### Донецький академічний музично-драматичний театр імені Артема
- 1966 — «Коли мертві оживають» І. Рачади. Художник М. Стефурак. Музика з творів Д. Шостаковича.
- 1967 — «На Івана Купала» М. Стельмаха (інсценізація В. Грипича). Художник В. Лазаренко. Композитор О. Білаш. Балетмейстер К. Аппак.
- 1967 — «Циганка Аза» М. Старицького (інсценізація В. Грипича). Художник В. Лазаренко. Музика М. Васильєва, С. Бугачевського, Ю. Котеленця. Балетмейстер К. Аппак.
- 1967 — «Катастрофа» А. Мартинова. Художник В. Лазаренко. Музика з творів Д. Шостаковича. Балетмейстер К. Аппак.
- 1968 — «Грішна любов» А. Делендика. Художник К. Ставинський. .
- 1968 — «Повія» Панаса Мирного (інсценування П. Перепелиці). Художник Т. Шевченко. Композитор М. Покровський, балетмейстер К. Аппак.
- 1968 — «Веселі дівчата» І. Барабаша. Художник. Т. Шевченко. Композитор Л. Колодуб, балетмейстер К. Аппак.
- 1969 — «Вестсайдська історія» А. Лорентса (інсценізація В. Грипича). Художник В. Лазаренко. Композитор Л. Бернстайн, балетмейстер К. Аппак.
- 1969 — «Ніч і полум'я» М. Зарудного. Художник Т. Шевченко. Музика Ю. Котеленця. Балетмейстер К. Аппак.

### Чернівецький музично-драматичний театр імені Ольги Кобилянської

Запоріжжя.1983 рік

- 1970 — «Зачарований вітряк» М. Стельмаха (інсценізація В. Грипича). Художник В. Лассан. Композитор Л. Колодуб. Балетмейстер К. Аппак.
- 1970 — «Циганка Аза» М. Старицького (інсценізація В. Грипича). Художник А. Плаксій. Музика М. Васильєва, Ю. Котеленця. Балетмейстер К. Аппак.
- 1970 — «Алмазне жорно» І. Кочерги. Художник В. Лассан. Композитор Л. Колодуб, балетмейстер М. Нюмін.
- 1971 — «Камінний господар» Лесі Українки. Художник В. Лассан. Музика з творів М. Равеля, Ф. Ліста, І. Баха, М. Римського-Корсакова. Балетмейстер М. Нюмін.
- 1971 — «Вестсайдська історія» А. Лорентса (інсценізація В. Грипича). Художник В. Лассан. Композитор Л. Бернстайн, балетмейстер К. Аппак.
- 1972 — «Непрошений гість» І. Рачади. Художник В. Лассан.
- 1972 — «Дума про любов» М. Стельмаха (інсценізація В. Грипича). Художник В. Лассан. Композитор Л. Колодуб, балетмейстер М. Нюмін.
- 1973 — «Барба» Л. Масевич. Художник Я. Січкар.
- 1973 — «Чаклунка синіх гір» В. Сичевського. Художник В. Лассан. Композитор Л. Колодуб, балетмейстер М. Нюмін.
- 1974 — «Полин-трава гірка» І. Рачади. Художник В. Лассан.
- 1974 — «Панське болото» М. Старицького. Художник Я. Січкар. Композитор Ю. Котеленець, балетмейстер М. Нюмін.

### Запорізький академічний музично-драматичний театр імені М.О.Щорса
- 1975 — «Полин-трава гірка» І. Рачади. Художник В. Лассан.
- 1975 — «Зачарований вітряк» М. Стельмаха (інсценізація В. Грипича). Художник П. Вольський. Композитор Л. Колодуб.
- 1975 — «Кравцов» О. Коломійця. Художник П. Вольський; Музика Ю. Коваля.
- 1975 — «Марія Тюдор» В. Гюго. Художник М. Улановський. Музика з творів Д. Шостаковича.
- 1976 — «Безсмертя» О. Довженка (за кіноповістю «Щорс», інсценування В. Грипича). Художник П. Вольський. Музика Ю. Коваля.
- 1976 — «Грушенька» І. Штока (за М. Лєсковим). Художник В. Мелешніков. Музика Ю. Коваля.
- 1977 — «Дума про тебе» М. Стельмаха (інсценізація В. Грипича). Художник Д. Нарбут. Композитор Л. Колодуб.
- 1977 -«Циганка Аза» М.Старицького. Постановка В.Грипича. Режисер К.Параконьєв. Художник Д.Нарбут. Музика М.Васильєва, Ю.Котеленця, балетмейстер Ю.Критевич.
- 1977 — «Золота карета» Л. Леонова. Постановка В. Грипича. Режисер В. Тимченко. Художник Д. Близнюк.
- 1978 — «Діва Марія» І. Рачади. Художник Є.Пожар. Музика Ю. Коваля.
- 1978 — «Енеїда» І.Котляревського(інсценізація В.Грипича). Постановка В.Грипича. Режисер В.Тимченко. Художники Л.Чернова, Н.Гомон. Музика Ю.Коваля, балетмейстер К.Аппак.
- 1979 — «Навіки разом» Л. Дмитерка. Постановка В. Грипича. Режисер В. Тимченко, Художник Є. Пожар. Композитор Л. Колодуб.
- 1980 — «Як сходило сонце» І. Микитенка. Художник Е. Пожежа. Композитор Л. Колодуб.
- 1980 — «Незраджена любов» (інсценізація В. Грипича). Художник Є. Пожар. Композитор Л. Колодуб.
- 1981 — «Правда пам'яті» А. Абдулліна. Постановка В. Грипича. Режисер В. Тимченко. Художник М. Улановський. Композитор Є. Станкович.
- 1982 — «Ой, не ходи, Грицю, та й на вечорниці ..» М.Старицького. Художник П. Злочевський. Композитор С.Дудкін, балетмейстер Ю.Критевич.
- 1983 — «Тіт Андронік» В. Шекспіра. Художник М. Улановський, балетмейстер Г. Комаров

### Чернігівський обласний академічний український музично-драматичний театр імені Тараса Шевченка
З 1984 по 2003 рік художній керівник театру — народний артист України та СРСР В. Г. Грипич.
- Був автором інсценізацій і постановок цілого ряду вистав:
- «Іваном звуть його» за кіносценарієм О. Довженка «Повість полум'яних літ»,
- «Енеїда» за І. Котляревським,
- «Сліпий» дума-опера за поемою Т. Г. Шевченка «Невольник»,
- «Княжна Чорна» за романом Д. Міщенка «Сіверяни»,
- «Чернігівка» за однойменним твором М. Костомарова,
- «Яма» («Женя») за повістю О. Купріна,
- «Мати-наймичка» за повістю Т. Г. Шевченка «Наймичка».
- «Майська ніч» М. Старицького (за М. Гоголем),
- «Жіночі пристрасті» за творами І. Нечуя-Левицького,
- «Лиха їскра поле спалить і сама щезне…» І. Карпенка-Карого,
- «Паливода» І. Карпенка-Карого,
- «Хитромудра закохана» Лопе де Вега,
- «Марія Тюдор» В. Гюго,
- «Монна Ванна» («Джованна») М. Метерлінка.
- Та інші…

## Фільмографія
1972 Здійснив постановку фільму-спектаклю «Дума про любов» студії «Укртелефільм» (за повістю М. Стельмаха)на базі Чернівецького театру імені О.Кобилянської.